# Oliveira do Bairro
Oliveira do Bairro es una ciudad portuguesa, situada en el distrito de Aveiro, región Centro y comunidad intermunicipal de Aveiro, con cerca de 5700 habitantes. 
Es sede de un pequeño municipio con 87,28 km² de área y 23 143 habitantes (2021), subdividido en 4 freguesias. El municipio limita al norte con el municipio de Aveiro, al nordeste con Águeda, a sureste con Anadia, al suroeste con Cantanhede y al oeste con Vagos.

## Demografía
| Gráfica de evolución demográfica de Oliveira do Bairro entre 1864 y 2021 |
|                                                                          |
| Datos según el nomenclátor publicado por el INE portugués.               |

## Freguesias
Las freguesias de Oliveira do Bairro son las siguientes:
- Bustos, Troviscal e Mamarrosa
- Oiã
- Oliveira do Bairro
- Palhaça